# Picante a la tacneña
El picante a la tacneña es un plato típico del Departamento de Tacna, que se origina en las zonas alto andinas de Tarata y Candarave. 
[cita requerida]

## Descripción
El picante a la tacneña consiste en un picante de papas con patas de res, mondongo, charqui (carne seca), todo ello precocido y picado, y sazonado con ají panca y amarillo. Se suele acompañar con pan o arroz blanco con choclo.

## Historia
El traje típico "anaco" representa a los ajíes y al picante, se origina en la clase pobre de Tacna; los patrones no dejaban carne para los trabajadores y solo los desperdicios como las vísceras y es así como las mujeres utilizaron la guata, tripas y librillo, y también las papas descartadas por estar agusanadas o no ser del agrado de los patrones eran las que se utilizaban; asimismo se acompaña con el pan marraqueta crocante típico de la región. En el valle de Sama se incorporó el camarón como ingrediente de este plato en lugar de las vísceras.
Se empezó a preparar en los poblados de Sama y Locumba. Su difusión en la ciudad de Tacna empezó en la calle "El Canto" (hoy Calle Arias Araguez) y posteriormente se empezó a preparar en las zonas andinas donde se acompaña con chuño sancochado y las diversas variedades de mote de la región.

## Impacto cultural
Durante el mes de agosto son populares los concursos donde se compite por preparar el mejor plato y se prepara a la leña. Se acompaña con vino semiseco de chacra y crocante pan marraqueta. Nuevas variaciones del plato incluyen pollo y camarones.
El Consejo Regional, el 21 de octubre de 2014, aprobó la ordenanza regional que declara que cada tercer domingo de agosto se celebre el Día del Picante a la Tacneña.